# Пусовский, Николай Михайлович
Николай Михайлович Пусовский (9 декабря 1927 — 11 февраля 2014) — передовик советской чёрной металлургии, мастер Петровск-Забайкальского металлургического завода Министерства чёрной металлургии СССР, Читинская область, Герой Социалистического Труда (1966).

## Биография
Родился в 1927 году в селе Шонтой, ныне Хилокского района Забайкальского края, в русской семье рабочего железнодорожника. В середине 1930-х годов вся семья переехала на другое место жительство. Поселились в городке Петровск-Забайкальский.  
В 1943 году завершил обучение в ремесленном училище №3. Трудоустроился на металлургический завод. Во время Великой Отечественной войны завод выпускал сталь, прокат и военную продукцию, боеприпасы, детали для тракторов и машин.
Сначала работал резчиком и подручным вальцовщика. В октябре 1944 года стал вальцовщиком горячего проката, а затем и бригадиром плавильной бригады. С ноября 1957 года мастер прокатного цеха. 
Считался лучшим металлургом завода. 
Указом Президиума Верховного Совета СССР от 22 марта 1966 года за достижение высоких показателей и выдающиеся заслуги в чёрной металлургии Николаю Михайловичу Пусовскому было присвоено звание Героя Социалистического Труда с вручением ордена Ленина и медали «Серп и Молот».  
Был делегатом XXIII съезда КПСС. 
Проживал в городе Петровск-Забайкальский. Умер 11 февраля 2014 года. Похоронен на городском кладбище. 

## Награды
За трудовые и боевые успехи был удостоен:
- золотая звезда «Серп и Молот» (22.03.1966)
- орден Ленина (22.03.1966)
- Медаль "За трудовую доблесть"
- Медаль "За трудовое отличие"
- другие медали.

- Почётный металлург РСФСР (15.07.1960).
- Почётный гражданин Читинской области
- Почётный гражданин города Петровск-Забайкальский